# Euthynteria

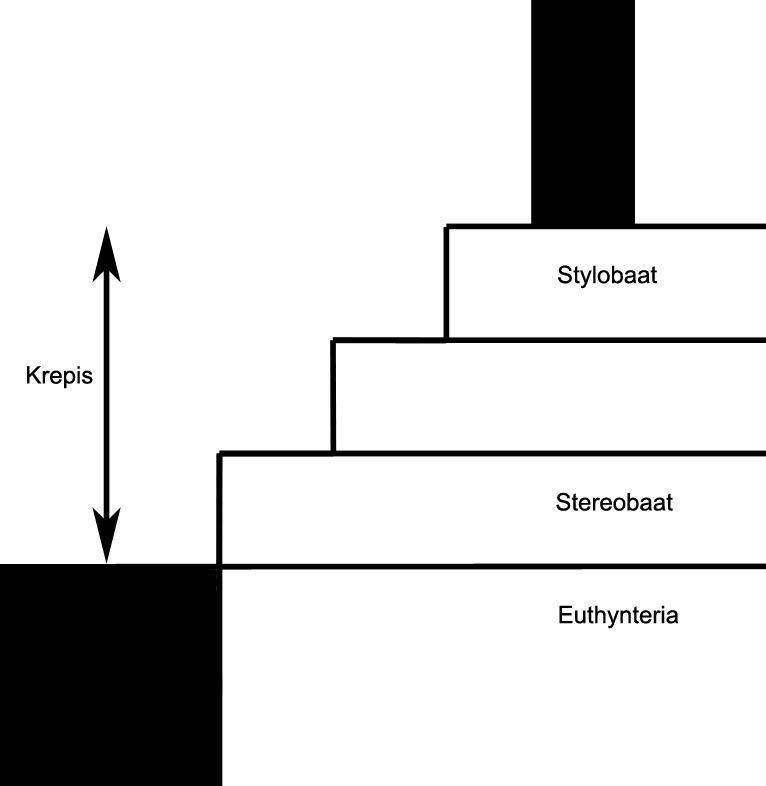
Schema van de opbouw van de fundering van een Griekse tempel

Het euthynteria is het onderste deel van het fundament en de trapvormige onderbouw van een Griekse tempel. De bovenste trede heet het stylobaat, de laag boven de euthyneriam, de onderste trede heet stereobaat.
In de Ionische Orde werd onder het stylobaat een extra laag aangebracht, het eutyneria. Deze bestond uit een geëffende laag grond met soms een laag van tufsteenplaten.